# Нійове
Республіка Нійове («Нова республіка») — невелика бурська республіка, яка існувала з 1884 по 1888 рік на території сучасної Південної Африки. Її визнали лише Німеччина та Південно-Африканська Республіка. Незалежність Нійове була проголошена 16 серпня 1884 року, коли Королівство Зулу передало бурам землю в дар за договором. Республіка займала 13,600 квадратного кілометра (5,251 миля2), а столицею було Вригейд (Vryheid чи Vrijheid «Свобода» на африкаанс або голландською відповідно), обидві альтернативні назви держави. Засновником і президентом, доки 20 липня 1888 року не було подано запит про приєднання до Південно-Африканської Республіки, був Лукас Йоганнес Меєр, тоді як Даніель Йоханнес Есселен виконував обов'язки державного секретаря протягом того самого періоду.

## Історія
Після того, як бурські фермери, які жили в цьому районі, допомогли Дінузулу перемогти свого суперника Зібхебху за успадкування зулусського трону, новий король зулусів отримав землю вздовж берегів річки Мфолозі. 5 серпня 1884 р. бури утворили Республіку Нійове (Нову республіку) з визнанням Німеччини, Південно-Африканської Республіки (ПАР) і Португалії зі столицею у місті Вригейд. Нова Республіка була остаточно визнана британцями 22 жовтня 1886 року, але протягом кількох місяців британці анексували ділянку узбережжя Нійове та Королівства Зулу на північ від річки Тукела (1887), щоб запобігти війні нова бурська республіка відмовилася від доступу до моря, який їм був потрібен для гавані.
Британська анексія території Зулу призвела до повстання під проводом Дінузулу (червень 1888), який зазнав поразки від англійців. Короля Дінузулу судили за державну зраду в Ешові та засудили. Анексія Зулуленду не залишила надії на безпеку Нійове проти британського імперіалізму. 20 липня 1888 року Республіка Нійове була включена до Республіки Трансвааль на її власне прохання, хоча й лишила при цьому значну автономію. Відносини між бурами і зулу залишалися стабільними до початку Другої англо-бурської війни в 1899 році.
У червні 1900 року британські війська увійшли у столицю Вригейд. У цей район був направлений Артур Джессі Шепстоун, син сера Теофіла Шепстоуна, колишнього міністра у справах тубільців у британській колонії Наталь. Він працював разом з офіційною британською військовою розвідкою Дж. Робертсом, щоб змовитися з деякими зулусами проти бурів і здобули перемогу над бурами в Шурвеберзі, поблизу Фрайхейда. У березні 1901 р. він оголосив у краї воєнний стан. Після Другої англо-бурської війни територія колишньої республіки була передана британській колонії Наталь (1903).

## Галерея

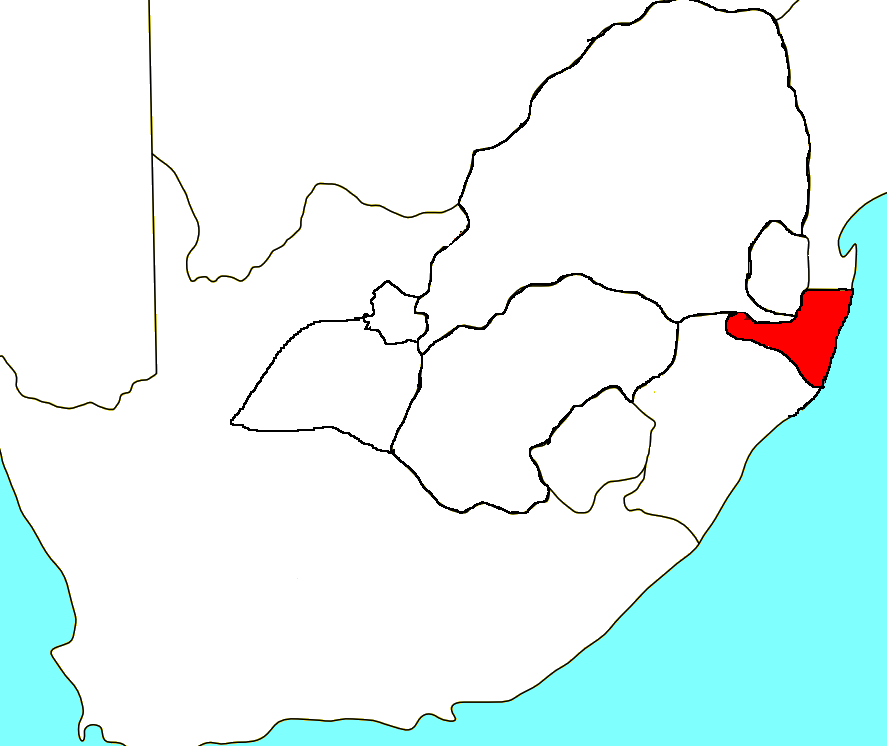
Розташування Республіки Нійове у Південній Африці
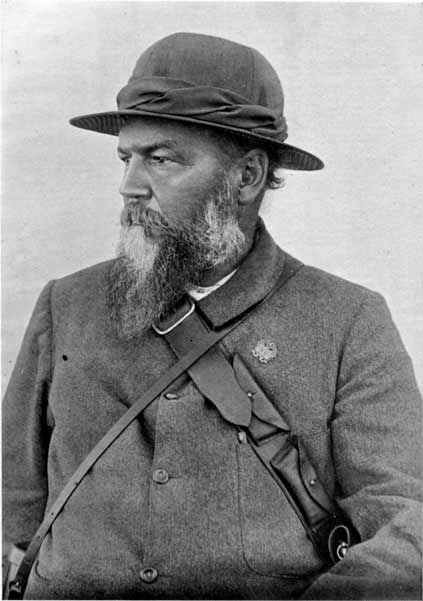
Президент Лукас Йоганнес Меєр
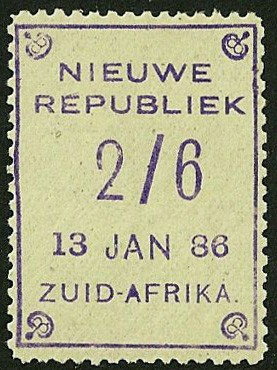
Поштова марка Республіки Нійове (1886)
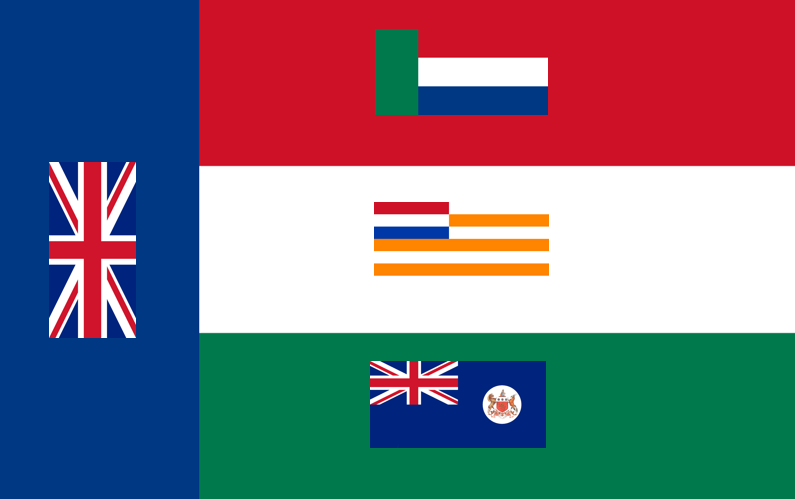
Оригінальний затверджений дизайн прапора Республіки Нійове
Оригінальний герб Республіки Нійове, який згодом перейшов до міста Вригейд